# Vitor (mestre da cavalaria)
Flávio Vitor (em latim: Flavius Victor; fl. 361-379) foi um oficial militar de origem sármata do século IV, ativo durante o reinado dos imperadores Constâncio II (r. 337–361), Juliano, o Apóstata (r. 361–363), Joviano (r. 363–364), Valente (r. 364–378) e Teodósio I (r. 378–395).

## Vida
Vitor iniciou sua carreira sob Constâncio II (r. 337–361). Em 362, foi nomeado, talvez como conde dos assuntos militares, pelo imperador Juliano para conduzir com Hormisda um exército de Constantinopla para Antioquia e em 363 participou na campanha contra o Império Sassânida. Em Circésio, antes de cruzar o Abora (Cabur) para o território persa, Juliano nomeou-o comandante da infantaria e Dagalaifo e ele lideraram a retaguarda do exército.
Esteve presente no Cerco de Maiozamalca (10 a 13 de maio?). Após os eventos em Maiozamalca, os romanos seguiram marcha através de uma série de canais próximos a fortaleza tomada. O filho do xá sassânida, alguns magnatas e uma força armada tentaram impedir o avanço de Vitor, mas desistiram após verem a aproximação do exército imperial. Amiano Marcelino estiliza-o como duque, porém os autores da PIRT consideram que o uso não foi técnico.

### Campanha sassânida de Juliano
De crença cristã. Junto com Luciliano operou um ataque as forças inimigas na ocasião na travessia de uma área pantanosa na vizinhança de um canal; antes da marcha para Ctesifonte, Vitor assumiu o comando da infantaria pesada e da cavalaria, com a tarefa de promover a marcha para a cidade com a construção de pontes e para evitar que os inimigos concebesse um ataque para desviar as forças romanas do eventual assédio.
Durante a batalha de Ctesifonte, Vitor viu-se comandando a vanguarda romana na perseguição dos sassânidas que estavam fugindo da cidade, no entanto, em meio a acossada foi gravemente ferido por uma catapulta. Após a morte do imperador Juliano, Vitor foi eleito conde dos domésticos pelo novo imperador, Joviano; todos os oficiais que haviam recebido títulos durante o reinado de Juliano, com exceção de Vitor e Arinteu, perderam-nos.

### Batalha de Adrianópolis
Vitor continuou a servir o sucessor de Joviano, Valente, como mestre da cavalaria. Em 367 Vitor foi enviado em uma embaixada ao rei dos godos para pedir reforços contra Procópio, que havia se rebelado contra Valente; a resposta do rei godo não agradou ao imperador que começou a guerra gótica. Em 369 tornou-se cônsul; no mesmo ano foi, juntamente com Arinteu, para outra embaixada para concluir a paz com os godos.
Em 378 os godos de Fritigerno invadiram o império, ocupando algumas cidades da Trácia. Valente, tendo que lidar com essa ameaça, enviou Vitor ao Oriente para acordar uma paz com os persas para que assim pudesse se concentrar nos invasores. Vitor alcançou Valente na Trácia e, em consistório para decidir a estratégia, Vitor aconselhou Valente a esperar os reforços das tropas do imperador ocidental Graciano antes de atacar, visão oposta aquela proposta pelo mestre da infantaria (magister peditum) Sebastiano que sugeriu um ataque imediato já que afirmava que eram mais fortes e que poderia derrotar os godos no rio Maritsa.
Valente, decidido a atacar os godos, combateu na Batalha de Adrianópolis que mostrou-se uma catástrofe para os romanos tendo como resultado a morte do próprio imperador. Durante a batalha, enquanto a cavalaria romana foi posta em fuga, e a infantaria, sob pressão do exército inimigo foi quebrada, Valente ordenou a Vitor que fosse buscar os batavos, uma unidade colocada na reserva, porém quando Vitor chegou ao lugar onde ela deveria estar, descobriu que eles já haviam fugido. Em seguida, Vitor, juntamente com alguns cavaleiros, fugiram abandonando Valente e se dirigiram para a Macedônia e Tessália de onde posteriormente partiram para a Mésia e Panónia para anunciar a Graciano a morte de seu tio e colega.